# Wielościan zwykły
Wielościan zwykły, wielościan prosty – wielościan, który przez ciągłą deformację można przekształcić w kulę. Brzeg wielościanu zwykłego jest jednospójny. Wielościany takie nazywa się też często wielościanami Eulera ze względu na to, że spełniony jest dla nich wzór Eulera. Dla wielościanów zwykłych można skonstruować tak zwany diagram Schlegela.

## Przykłady
- Wielościanami zwykłymi są wielościany foremne, wielościany półforemne (archimedesowe), wielościany Catalana (wielościany dualne do archimedesowych), a także wielościany gwiaździste.
- Każdy wielościan wypukły jest wielościanem zwykłym. Jest jednak wiele wielościanów zwykłych, które wielościanami wypukłymi nie są (na przykład wielościany gwiaździste).
- Przykładem nieregularnego wielościanu zwykłego jest K-dron[5] – figura wymyślona przez Janusza Kapustę. Jest ona jedenastościanem. Z dwóch K-dronów można złożyć sześcian.

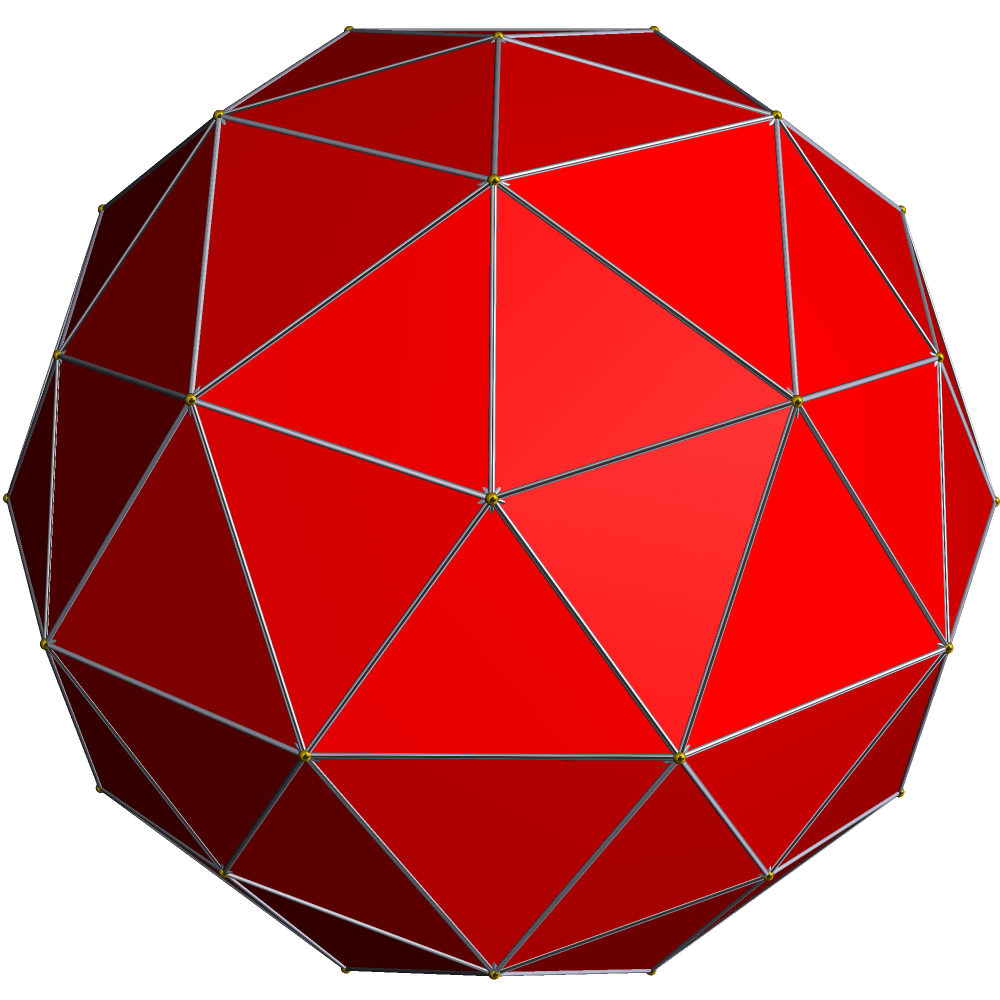
Regularny wielościan zwykły: Dwunastościan piątkowy (sześćdziesięciościan trójkątny) - wielościan Catalana
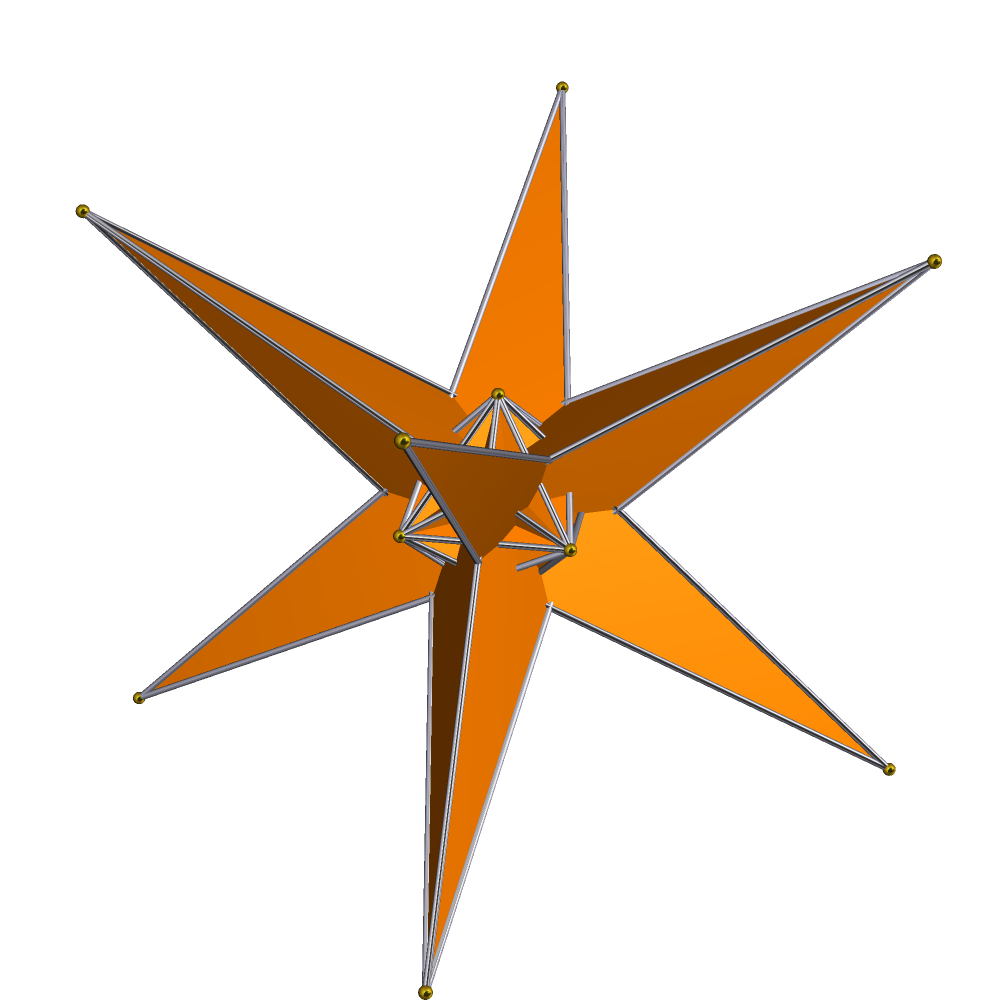
Regularny wielościan zwykły: Wielki potrójny ośmiościan - wielościan gwiaździsty
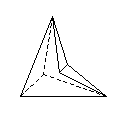
Nieregularny wielościan zwykły
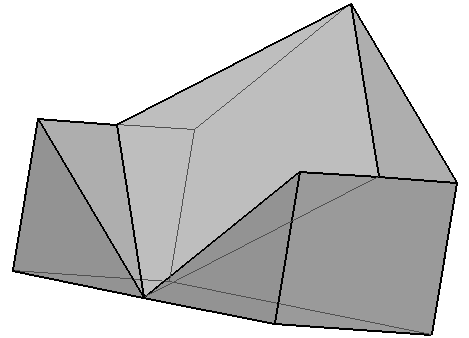
K-dron - nieregularny wielościan zwykły

- Poniżej przykład wielościanu, który nie jest wielościanem zwykłym.

Ten wielościan nie jest zwykły.